# Mycosphaerella milleri
Mycosphaerella milleri är en svampart som beskrevs av Hodges & F.A. Haasis 1964. Mycosphaerella milleri ingår i släktet Mycosphaerella och familjen Mycosphaerellaceae.   Inga underarter finns listade i Catalogue of Life.